# Mads Carlson
Mads Carlson (født 9. januar 1999) er en fodboldspiller fra Danmark, der spiller for Næstved BK.  Har tidligere spillet for Nykøbing FC,  Lyngby BK og FC Midtjylland.  

## Klubkarriere
Han skiftede i sommeren 2017 fra FC Midtjyllands akademi til Lyngby Boldklubs U/19-hold. 2019 skiftede han til Nykøbing FC, hvor han blev en populær, dygtig og stabil spiller. Sommeren 2023 skiftede han til Næstved BK.